# Брайант, Рэй
Рэй Бра́йант (англ. Ray Bryant, полное имя — Рафаэ́ль Гоме́р Бра́йант, Raphael Homer Bryant; род. 24 декабря 1931, Филадельфия, Пенсильвания, США — 2 июня 2011, Куинс, Нью-Йорк, США) — американский джазовый пианист и композитор. Младший брат контрабасиста Томми Брайанта.

## Биография
Рафаэль Гомер Брайант родился 24 декабря 1931 года в Филадельфии, Пенсильвания. Родился в музыкальной семье: его мама играла на фортепиано в церкви, сестра Вера Юбенкс работала учителем музыки в Филадельфии и играла на фортепиано и органе в стиле госпел, старший брат Томми Брайант играл на контрабасе, младший брат Лен пел и играл на барабанах, а его племянники Кевин, Дуэйн и Робин Юбенкс также стали музыкантами. Начал играть на фортепиано в возрасте 6 лет; также играл на контрабасе и тубе во время учёбы в средней школе. Впервые профессионально начал выступать с 12 лет; в 14 лет присоединился к музыкальному сообществу. Играл вместе со своим братом Томми и местными группами. Учился у Элмера Сноудена, с которым также вместе играл. Научился стилю бибоп, слушая Реда Гарленда, переехавшего в Филадельфию в средине 1940-х гг.
Гастролировал с Тайни Граймсом и его ритм-энд-блюзовой группой «His Rocking Highlanders» (1948—49). Затем некоторое время выступал самостоятельно в Филадельфии и Сиракузах (1949—50). Играл в клубе Билла Кречмера в Филадельфии, где аккомпанировал Кречмеру, Джеку Тигардену, Джонни Смиту (1951—53). В 1953 году начал работать штатным пианистом в клубе Blue Note в Филадельфии (ведущим на то время джазовым заведением города), где аккомпанировал Чарли Паркер, Майлзу Дэвису, Лестеру Янгу, дуэту Дж. Дж. Джонсона—Кая Виндинга, Сонни Ститту и другим (1953—56). Аккомпанировал певице Кармен Макрей (1956—57) вместе со Спекс Райтом и Айком Айзексом. В 1957 году записал свой первый альбом в качестве солиста под названием Piano Piano Piano Piano… в составе этого же трио на лейбле Prestige. Начал часто записываться для лейблов Blue Note и Prestige как сессионный музыкант с Дэвисом и Роллинсом.
В 1957 году выступил с Коулменом Хокинсом и Роем Элдриджем на Ньюпортском джазовом фестивале (где отметился исполнением соло «I Can’t Believe That You’re in Love with Me»), а также записывался с Диззи Гиллеспи (1957). В 1958 году переехал в Нью-Йорк, где играл с трио Джо Джонса (1958), с братом Томми Брайантом (1958), Сонни Роллинзом, Чарли Шейверсом, Кёртисом Фуллером и с собственным трио (1959). Его композицию под названием «Changes» перезаписал Майлз Дэвис в 1955 году для своего альбома Quintet/Sextet (Prestige), а «Cubano Chant» записал Арт Блейки в 1957 для Drum Suite (Columbia). В 1960 году его композиция «Little Susie», оригинальный блюз, записанный Брайантом на лейблах Signature и Columbia, заняла 30-е место в Billboard Hot 100.
Начиная с 1960-х годов работал в основном в составе трио или сольно, записывался с секстетом Элмера Сноудена (1961). В 1960 году акомпанировал со своим трио Арете Франклин для записи её дебютного альбома Aretha: With The Ray Bryant Combo на Atlantic. В 1963 году записал первый из четырёх своих альбомов на лейбле Sue. В 1966 году перешёл на лейбл Cadet, где записывался в различных ансамблях, от трио до оркестра. Выбор материала также был разнообразным: джазовые стандарты объединялся с популярными хитами того времени. Например, его альбом Take a Bryant Step включал «Ode to Billie Joe» Бобби Джентри и «Ramblin’» Орнетта Коулмана. В 1967 году его версия «Ode to Billie Joe» имела успех в чартах и попала в Top 100. В 1970-х годах играл на электрическом фортепиано. Часто гастролировал в Европе (с 1973 года) и Японии (1970-е), выступал сольно на джазовом фестивале в Монтрё (1972, 1977, 1983, 1994). Записывался на лейбле Нормана Гранца Pablo (1976—1980), где работал с Зутом Симсом, Бенни Картером и др.. Вернулся к студийной работе благодаря продюсеру Киёси Кояме, его большого поклонника, с которым познакомился на джазовом фестивале в Монтрё в 1972 году. С 1987 по 1995 года записал около 10 альбомов для японской студии Polygram. Последняя его запись, Godfather, была сделана на другом японском лейбле M&I, однако в США не выпускалась. В начале 2000-х выпустил альбом Somewhere in France (Label M). В 2008 году вышел его последний студийный альбом In the Back Room на лейбле Evening Star.
Умер 2 июня 2011 года в больнице Нью-Йорк-Пресбитериан-Куинс в боро Куинс, Нью-Йорк в возрасте 79 лет в результате продолжительной болезни. Жил в районе Джэксон-Хайтс, Куинс.

## Личная жизнь
С 1975 по 1982 года был женат на репортёре из Филадельфии Эдди Хиггинс. Затем был женат на Клод Брайант, у него были сын Рафаэль Брайант младший и дочь Джина; также имел троих внуков. Имел троих братьев: Томми (умер в 1982 году), Леонард и Линвуд и сестру Веру Юбенкс, чьи дети также стали известными джазовыми музыкантами: Робин Юбенкс тромбонистом; Кевин Юбенкс гитаристом и лидером группы на «Ночном шоу с Джейем Лено», а Дуэйн Юбенкс — трубачем.

## Избранная дискография
- Meet Betty Carter and Ray Bryant (Columbia, 1955)
- Piano Piano Piano Piano... (Prestige, 1957)
- Roamin' with Richardson (New Jazz, 1957)
- Alone with the Blues (New Jazz, 1958)
- Me and the Blues (Prestige, 1958)
- Little Susie (Columbia, 1959)
- Madison Time (Columbia, 1960)
- Con Alma (Columbia, 1961)
- Dancing the Big Twist (Columbia, 1961)
- Hollywood Jazz Beat (Columbia, 1962)
- MCMLXX (Atlantic, 1970)
- Alone at Montreux (Atlantic, 1972)